# Litoměřice (distrikt)
Litoměřice (tjeckiska: okres Litoměřice) är ett distrikt i Tjeckien. Det ligger i regionen Ústí nad Labem, i den nordvästra delen av landet, 50 km norr om huvudstaden Prag. Antalet invånare är 117 582. Arean är 1 032 kvadratkilometer. Distriktet Litoměřice gränsar till Kladno och Mělník. 
Terrängen i distriktet Litoměřice är kuperad åt nordväst, men åt sydost är den platt.
Distriktet Litoměřice delas in i:
- Roudnice nad Labem
- Dolánky nad Ohří
- Horní Beřkovice
- Záluží
- Račice
- Drahobuz
- Úpohlavy
- Úštěk
- Černiv
- Černouček
- Černěves
- Čížkovice
- Třebenice
- Litoměřice
- Kyškovice
- Štětí
- Žabovřesky nad Ohří
- Žalhostice
- Židovice
- Žitenice
- Terezín
- Libochovany
- Brzánky
- Travčice
- Býčkovice
- Michalovice
- Bohušovice nad Ohří
- Brňany
- Evaň
- Rochov
- Lukavec
- Lovosice
- Budyně nad Ohří
- Libochovice
- Ploskovice
- Bříza
- Chodouny
- Chodovlice
- Chotiměř
- Chotiněves
- Chotěšov
- Chudoslavice
- Dlažkovice
- Dobřín
- Doksany
- Přestavlky
- Dušníky
- Děčany
- Podsedice
- Velemín
- Lovečkovice
- Liběšice
- Snědovice
- Trnovany
- Malé Žernoseky
- Hrobce
- Vlastislav
- Straškov-Vodochody
- Hlinná
- Horní Řepčice
- Vrbice
- Hoštka
- Malíč
- Vražkov
- Kamýk
- Kostomlaty pod Řipem
- Jenčice
- Mnetěš
- Keblice
- Klapý
- Lkáň
- Krabčice
- Polepy
- Křešice
- Levín
- Lhotka nad Labem
- Libotenice
- Slatina
- Mšené-lázně
- Miřejovice
- Mlékojedy
- Sedlec
- Nové Dvory
- Píšťany
- Oleško
- Vědomice
- Siřejovice
- Velké Žernoseky
- Prackovice nad Labem
- Radovesice
- Račiněves
- Třebívlice
- Staňkovice
- Třebušín
- Vchynice
- Martiněves
- Ctiněves
- Brozany nad Ohří
- Bechlín
- Kleneč
- Sulejovice
- Libkovice pod Řípem
- Vrbičany
- Křesín
- Vrutice

Följande samhällen finns i distriktet Litoměřice:
- Litoměřice
- Štětí
- Liběšice
- Žalhostice
- Chudoslavice